# Otto von Schlieben
Otto von Schlieben est un homme politique allemand, né le 14 janvier 1875 à Groß Rinnersdorf (Province de Silésie) et mort le 22 juillet 1932 à Halle (Allemagne).
Membre du Parti conservateur allemand (le DKP) puis du Parti national du peuple allemand (le DNVP), il est ministre des Finances en 1925.

## Biographie
Otto est un fils du seigneur de Groß-Rinnersdorf Otto von Schlieben (1828-1896) et de son épouse Agnes, née von Schweinitz (de) (1839-1915).
De 1910 à 1915, von Schlieben est administrateur de l'arrondissement d'Heilsberg.
Otto von Schlieben est mort à Halle en 1932, à l'âge de 57 ans. Il est enterré au cimetière de Zehlendorf (de) à Berlin. Sa tombe est conservée.